# Aspidogyne
Aspidogyne es un género de orquídeas perteneciente a la subfamilia Orchidoideae dentro de la familia Orchidaceae. Tiene 46 especies.
Aspidogyne incluye alrededor de 46 especies terrestres pequeñas, distribuidas en todo el territorio paraguayo, con 5 especies, el territorio brasileño, y desde Guatemala hasta el norte de Argentina, desde el nivel del mar hasta los dos mil metros de altitud, en lugares oscuros con la tierra húmeda en las márgenes de los ríos y en grietas de rocas.
Es un género muy cercano a Microchilus, del que se distingue por sus flores de rostelo que se rompen cuando se elimina la viscídio.
Las flores son pequeñas, poco frecuente en el cultivo porque no son fácilmente identificadas como orquídeas cuando se encuentran sin flores.
Tienen pseudobulbos con hojas agrupadas de color verde oscuro, a menudo mostrando venas grises. Tiene la inflorescencia apical con algunas o muchas pequeñas flores agrupadas cerca del final, por lo general de color blanco, verde o naranja a veces marrón sucio.

## Taxonomía
El género fue descrito por Garay en Bradea, Boletim do Herbarium Bradeanum  2: 200, en 1977, por la transferencia de estas especies desde el género Erythrodes.  Aspidogyne foliosa (Poepp. Endl.) Garay, antes Pelexia foliosa Poepp. & Endl.  es la especie tipo de este género.
Etimología
Aspidogyne: nombre genérico que viene del griego aspis, "escudo", y gyne, "hueco", con referencia a los grandes márgenes de curvas de sus flores, que se asemejan a un escudo.

## Especies deAspidogyne
1. Aspidogyne argentea (Vell.) Garay, Bradea 2: 203 (1977)
2. Aspidogyne bidentifera (Schltr.) Garay, Bradea 2: 203 (1977)
3. Aspidogyne boliviensis (Cogn.) Garay, Bradea 2: 201 (1977)
4. Aspidogyne brachyrrhyncha (Rchb.f.) Garay, Bradea 2: 204 (1977)
5. Aspidogyne bruxelii (Pabst) Garay, Bradea 2: 203 (1977)
6. Aspidogyne carauchana Ormerod, Taiwania 54: 45 (2009)
7. Aspidogyne chocoensis Ormerod, Taiwania 54: 46 (2009)
8. Aspidogyne commelinoides (Barb.Rodr.) Garay, Bradea 2: 201 (1977)
9. Aspidogyne confusa (C.Schweinf.) Garay, Bradea 2: 201 (1977)
10. Aspidogyne costaricensis Ormerod & M.A.Blanco, Harvard Pap. Bot. 14: 111 (2009)
11. Aspidogyne cruciformis Ormerod, Harvard Pap. Bot. 13: 55 (2008)
12. Aspidogyne decora (Rchb.f.) Garay & G.A.Romero, Harvard Pap. Bot. 3: 53 (1998)
13. Aspidogyne fimbrillaris (B.S.Williams) Garay, Bradea 2: 203 (1977)
14. Aspidogyne foliosa (Poepp. & Endl.) Garay, Bradea 2: 201 (1977)
15. Aspidogyne gigantea (Dodson) Ormerod, Taiwania 50: 5 (2005)
16. Aspidogyne goaltalensis Ormerod, Harvard Pap. Bot. 13: 57 (2008)
17. Aspidogyne grandis (Ormerod) Ormerod, Harvard Pap. Bot. 11(2): 147 (2007)
18. Aspidogyne grayumii Ormerod, Harvard Pap. Bot. 11: 147 (2007)
19. Aspidogyne harlingii Ormerod, Harvard Pap. Bot. 14: 115 (2009)
20. Aspidogyne herzogii (Schltr.) Ormerod, Harvard Pap. Bot. 11: 147 (2007)
21. Aspidogyne hylibates (Rchb.f.) Garay, Bradea 2: 202 (1977)
22. Aspidogyne hyphaematica (Rchb.f.) Garay, Bradea 2: 204 (1977)
23. Aspidogyne kuczynskii (Porsch) Garay, Bradea 2: 203 (1977)
24. Aspidogyne lindleyana (Cogn.) Garay, Bradea 2: 202 (1977)
25. Aspidogyne longibracteata (Soroka) Ormerod, Harvard Pap. Bot. 13: 57 (2008)
26. Aspidogyne longicornu (Cogn.) Garay, Bradea 2: 202 (1977)
27. Aspidogyne malmei (Kraenzl.) Garay, Bradea 2: 202 (1977)
28. Aspidogyne mendoncae (Brade & Pabst) Ormerod, Harvard Pap. Bot. 13: 58 (2008)
29. Aspidogyne metallescens (Barb.Rodr.) Garay, Bradea 2: 204 (1977)
30. Aspidogyne misera (Ormerod) Ormerod, Harvard Pap. Bot. 11: 148 (2007)
31. Aspidogyne mosaica Ormerod, Oasis Suppl. 3: 3 (2004)
32. Aspidogyne mystacina (Rchb.f.) Garay, Bradea 2: 204 (1977)
33. Aspidogyne popayanensis Ormerod, Harvard Pap. Bot. 11: 150 (2007)
34. Aspidogyne pumila (Cogn.) Garay, Bradea 2: 204 (1977)
35. Aspidogyne rariflora (Lindl.) Garay, Bradea 2: 204 (1977)
36. Aspidogyne repens (Poepp. & Endl.) Garay, Bradea 2: 202 (1977)
37. Aspidogyne robusta (C.Schweinf.) Garay, Bradea 2: 203 (1977)
38. Aspidogyne roseoalba (Dressler) Ormerod, Harvard Pap. Bot. 11: 150 (2007)
39. Aspidogyne rotundifolia (Ormerod) Ormerod, Harvard Pap. Bot. 13: 58 (2008)
40. Aspidogyne steyermarkii Carnevali & Foldats, Ann. Missouri Bot. Gard. 76: 596 (1989)
41. Aspidogyne stictophylla (Schltr.) Garay, Bradea 2: 204 (1977)
42. Aspidogyne sumacoensis Ormerod, Harvard Pap. Bot. 13: 58 (2008)
43. Aspidogyne tuerckheimii (Schltr.) Garay, Bradea 2: 204 (1977)
44. Aspidogyne utriculata (Dressler) Szlach., Fragm. Florist. Geobot., Suppl. 3: 115 (1995)
45. Aspidogyne vesiculosa Ormerod, Harvard Pap. Bot. 9: 392 (2005)
46. Aspidogyne zonata Ormerod, Harvard Pap. Bot. 11: 152 (2007)